# Petit Cay (Grenadinen)
Petit Cay ist eine kleine Insel der Grenadinen und Teil des Staates St. Vincent und die Grenadinen. Sie liegt unmittelbar vor der Nordspitze von Petite Mustique.

## Geographie
Petit Cay gehört zu den Grenadinen, einer Inselgruppe der Kleinen Antillen, verwaltungstechnisch gehört sie zum Parish Grenadines. Das Felseneiland ist die Fortsetzung der Nordwestspitze der zerklüfteten Insel Petite Mustique.